# Värmlandsleden
Värmlandsleden är en 45 km lång markerad vandringsled i norra Värmland. Leden startar i Höljes och slutar i Branäs. Värmlands högsta punkt, Granberget, passeras på leden.